# مصنع سيماف
الشركة المصرية العامة لمهمات السكك الحديدية سيماف أنشئ في عام 1959 لصناعة السكك الحديدية، ويضم المصنع 1450 عاملا وتم ضمه للهيئة العربية للتصنيع في نوفمبر 2004 ويقع المصنع بمنطقة عين حلوان بمحافظة القاهرة، ويتم إنشاء فيه الكثير من الصناعات مثل مترو الانفاق / قطارات السكك الحديد / وصناعات معدنية / وتحديث عربات ترام الرمل بالإسكندرية، وقد قامت الهيئة العربية للتصنيع باختياره أفضل مصنع في مصانع الهيئة عام 2009 / 2010.
بدأ إنتاج عربات مترو الانفاق عام 1988 بمعاونة أجنبية مع شركة الستوم الفرنسية (الخط الأول) وشركات كينكى وتوشيبا وميتسوبيشي اليابانية (الخطين الأول والثاني)، مساحة المصنع 1.6 مليون متر مربع، عدد العاملين بالمصنع حاليا 1200 عامل، ويتكون المصنع من أربعة ورش (ركاب – ترام ومترو – بضاعة – بوجي).